# Quốc lập Vườn quốc gia Onuma
Quốc lập Vườn quốc gia Onuma (大沼国定公園 Onuma Kokutei Koen ?) là một Khu bảo tồn được coi như vườn quốc gia có diện tích 90,83 km 2 (35,07 sq mi)  nằm trên bán đảo Oshima, phía tây nam đảo Hokkaidō, Nhật Bản. Nó bao gồm các núi lửa Hokkaidō Komagatake, cũng như hai hồ Onuma (大沼?) và Konuma (小沼?) tiếp giáp với sườn dốc độ phía tây của núi. Khu vực chỉ định là một Khu bảo tồn Vườn quốc gia vào năm 1958, và là khu bảo vệ nhỏ nhất trên đảo Hokkaidō.
Hai hồ nước ở chân núi được hình thành sau các trận phun trào núi lửa gây lên, tại đây là môi trường sinh sống của các loài thực vật thủy sinh, xung quanh hồ là rừng phong và bạch dương.